# Gyger
Gyger (flertal gygre(r), fra norrønt gýgr) er betegnelsen for kvindelige jætter i norrøn litteratur. Gygres mandlige modstykke kaldes normalt blot jætte, og gygre omtales ofte også som jættekvinder. Ligesom mandlige jætter beskrives de som enorme. De kan dog også være både skønne og kløgtige.

## Navngivne gygre
Navngivne gygrer i mytologien er Alta, Angerboda, Angeya, Aurboda, Bestla, Eistla, Eyrgjfa, Fenja, Gjalp, Gerd, Greip, Grid, Gunlød, Hrimgerd, Hrod, Hyndla, Hyrrokin, Imdr, Jernsaxa, Menja, Nal, Natt, Ragnhild, Skade og Ulfrun.
Underverdenens herskerinde Hel kan også betegnes som en gyger, da hun er halvt jætte.